# Christopher Ferguson
Christopher John Ferguson (Filadélfia, 1 de setembro de 1961) é um astronauta norte-americano, veterano de três missões do ônibus espacial. Ele foi o comandante do último voo do programa do ônibus espacial, realizado pelo ônibus espacial Atlantis, entre 8 e 20 de julho de 2011.

## Biografia
Formado em engenharia mecânica e engenharia aeronáutica, antes de ser selecionado pela NASA, Ferguson foi piloto de caça de combate baseado no porta-aviões USS Forrestal, com missões realizadas no Atlântico Norte, Mediterrâneo e Oceano Índico, além de integrar a famosa esquadrilha de elite da marinha Topgun.
Após sua seleção como astronauta em junho de 1998 e dois anos de treinamento intensivo no Centro Espacial Lyndon Johnson, em Houston, Texas, ele assumiu funções técnicas nas equipes de estudo e aperfeiçoamento de tecnologias envolvendo o ônibus espacial, até subir ao epaço como piloto da Atlantis, na missão STS-115, em 9 de setembro de 2006, que retomou a montagem da Estação Espacial Internacional, paralisada após a tragédia com a nave Columbia em 2003.
Em 15 de novembro de 2008, ele foi novamente ao espaço como comandante da STS-126 Endeavour, para um trabalho de reparos e expansão das acomodações da Estação Espacial Internacional, de maneira a permitir que ela seja ocupada por uma tripulação com maior número de astronautas, a partir de 2009.
Em 8 de julho de 2011, em sua terceira viagem espacial, Ferguson fez história ao ir ao espaço como comandante da missão STS-135 Atlantis, último voo do programa do ônibus espacial norte-americano, iniciado em 1981 e encerrado trinta anos depois.
No dia 09 de dezembro de 2011 ele se aposentou da NASA e tornou-se diretor do Crew and Mission Operations para o Programa de Tripulação Comercial da Boeing. Em agosto de 2018, Ferguson foi colocado no primeiro voo de teste da Boeing CST-100 Starliner.